# 1966年のイギリスサルーンカー選手権
1966年のイギリスサルーンカー選手権 (1966 British Saloon Car Championship) は、イギリスサルーンカー選手権の9年目のシーズン。4月8日のスネッタートン・モーターレーシング・サーキットで開幕し、10月30日のブランズ・ハッチまで全8戦で争われた。この年からグループ5規定が導入された。タイトルはクラスAのフォード・アングリアをドライブするジョン・フィッツパトリックが獲得した。

## 開催カレンダーと優勝者
複数クラスの混走による総合優勝者は太字
| ラウンド | ラウンド | サーキット                                     | 開催日   | クラス A 優勝者            | クラス B 優勝者  | クラス C 優勝者      | クラス D 優勝者      |
| -------- | -------- | ---------------------------------------------- | -------- | -------------------------- | ---------------- | -------------------- | -------------------- |
| 1        | 1        | スネッタートン・モーターレーシング・サーキット | 4月8日   | ジョン・フィッツパトリック | クリス・クラフト | ジム・クラーク       | ジャック・ブラバム   |
| 2        | 2        | グッドウッド・サーキット                       | 4月11日  | ジョン・フィッツパトリック | クリス・クラフト | ジム・クラーク       | ブライアン・ミュアー |
| 3        | 3        | シルバーストン・サーキット                     | 5月14日  | アニタ・テイラー           | マイク・ヤング   | ピーター・アランデル | ジョン・ウィットモア |
| 4        | A        | クリスタル・パレス                             | 5月30日  | ジョン・フィッツパトリック | ジョン・ローズ   | 開催せず             | 開催せず             |
| 4        | B        | クリスタル・パレス                             | 5月30日  | 開催せず                   | 開催せず         | ジャッキー・イクス   | ロイ・ピアーポイント |
| NC       | NC       | シルバーストン・サーキット                     | 7月7日   | ビル・マクガバン           | ジョン・ローズ   | アラン・フォスター   | ロイ・ピアーポイント |
| 5        | 5        | ブランズ・ハッチ                               | 7月16日  | ジョン・フィッツパトリック | マイク・ヤング   | ジョン・ウィットモア | ロイ・ピアーポイント |
| 6        | 6        | ブランズ・ハッチ                               | 8月29日  | ニック・ブリタン           | マイク・ヤング   | ジム・クラーク       | ジャッキー・オリバー |
| 7        | A        | オウルトンパーク                               | 9月17日  | ジョン・フィッツパトリック | クリス・クラフト | 開催せず             | 開催せず             |
| 7        | B        | オウルトンパーク                               | 9月17日  | 開催せず                   | 開催せず         | ジム・クラーク       | ガウェイン・ベイリー |
| 8        | 8        | ブランズ・ハッチ                               | 10月30日 | ジョン・フィッツパトリック | マイク・ヤング   | ピーター・アランデル | ジャッキー・オリバー |

## 選手権結果
| ドライバーズランキング | ドライバーズランキング     | ドライバーズランキング           | ドライバーズランキング                  | ドライバーズランキング | ドライバーズランキング |
| 順位                   | ドライバー                 | 車両                             | チーム                                  | クラス                 | ポイント               |
| ---------------------- | -------------------------- | -------------------------------- | --------------------------------------- | ---------------------- | ---------------------- |
| 1                      | ジョン・フィッツパトリック | フォード・アングリア             | チーム・ブロードスピード                | A                      | 50                     |
| 2                      | ジョン・ローズ             | オースチン・ミニ・クーパー S     | クーパー・カー Co.                      | B                      | 50                     |
| 3                      | ピーター・アランデル       | フォード・コーティナ・ロータス   | チーム・ロータス                        | C                      | 38                     |
| 4                      | マイク・ヤング             | フォード・アングリア・スーパー   | スーパースピード・コンバージョンズ Ltd  | B                      | 36                     |
| 5                      | ジム・クラーク             | フォード・コーティナ・ロータス   | チーム・ロータス                        | C                      | 34                     |
| 5                      | ガウェイン・ベイリー卿     | フォード・ファルコン・スプリント | ガウェイン・ベイリー                    | D                      | 34                     |
| 7                      | レイ・カルカット           | ヒルマン・インプ                 | アラン・フレーザー・レーシングチーム    | A                      | 28                     |
| 8                      | クリス・クラフト           | フォード・アングリア・スーパー   | スーパースピード・コンバージョンズ Ltd. | B                      | 24                     |
| 8                      | ニック・ブリタン           | ヒルマン・インプ                 | アラン・フレーザー・レーシングチーム    | A                      | 24                     |

| ロンバンク・サルーンカー選手権 チームズトロフィー | ロンバンク・サルーンカー選手権 チームズトロフィー | ロンバンク・サルーンカー選手権 チームズトロフィー |
| 順位                                              | チーム                                            | ポイント                                          |
| ------------------------------------------------- | ------------------------------------------------- | ------------------------------------------------- |
| 1                                                 | チーム・ロータス                                  | 64                                                |
| 2                                                 | チーム・ブロードスピード                          | 62                                                |
| 3                                                 | スーパースピード・コンバージョンズ                | 56                                                |
| 4                                                 | クーパー・カー Co.                                | 50                                                |

## 参照
1. ↑  http://gtwap.co.uk/50_Years_of_the_BTCC/?width=600&topic=099.BTCC_1958-1979.wtxt
2. ↑  “アーカイブされたコピー”. 2011年7月16日時点のオリジナルよりアーカイブ。2010年9月30日閲覧。 List of official BTCC champions
3. ↑  http://homepage.mac.com/frank_de_jong/Pages/1966%20BSCC.html
4. ↑  1966 British Saloon Car Championship Retrieved from touringcarracing.net on 14 September 2012